# Нейтрон (ракета-носитель)
«Нейтрон» — двухступенчатая, частично многоразовая ракета-носитель среднего класса, разрабатываемая американо-новозеландской компанией Rocket Lab. Была анонсирована 1 марта 2021 года, планируется выводить до 8000 кг на низкую околоземную орбиту в многоразовой конфигурации и фокусироваться на растущем рынке спутниковых группировок. Топливом служит сжиженный метан, окислителем — жидкий кислород. Начало эксплуатации намечено на 2024 год

## История
О разработке новейшей ракеты среднего класса компания Rocket Lab заявила в марте 2021 года. Тогда же были заявлены характеристики этой ракеты. На официальном сайте в это же время было опубликовано фото новой ракеты.
2 декабря 2021 года основатель компании Питер Бек представил новый концепт ракеты Neutron и кратко рассказал о её обновлённых характеристиках. Материалом для корпуса ракеты станут композиты собственного производства, её длина будет составлять 40 метров, диаметр — 7 метров, диаметр второй ступени — 5 метров. Neutron будет оснащаться новым жидкостным ракетным двигателем Archimedes — семь на первой ступени и один на второй. Двигатель будет работать на топливной паре метан — жидкий кислород.
Питер Бек также заявил, что Neutron будет выводить 8 тонн полезной нагрузки на низкую околоземную орбиту с возвратом первой ступени и 15 тонн без возврата. Стартовая масса ракеты составит 480 тонн. Особенностью Neutron станет её головной обтекатель, объединённый с первой ступенью, который будет не сбрасываться, а раскрываться на четыре части, выпуская вторую ступень с полезной нагрузкой, после чего вновь закроется.
Ожидается, что первый пуск ракеты состоится в 2024 году с космодрома Уоллопс в США.
22 сентября 2022 года на публичной встрече с инвесторами компания представила обновлённые характеристики ракеты: число двигателей первой ступени увеличено с 7 до 9, их конструкция изменена с открытого типа (gas generator cycle) на замкнутую схему (staged combustion cycle), что позволит снизить нагрев при той же разгонной мощности, таким образом продлевая срок их службы. Также головной обтекатель стал поделён на 2 части, а не 4, как в первоначальной версии.

## Применение
Нейтрон будет способен выводить до 15 000 кг в одноразовой версии и до 8 000 кг в многоразовой. Компания рассчитывает также сертифицировать ракету в будущем для пилотируемых запусков.